# سفارة شمال مقدونيا في روسيا
سفارة شمال مقدونيا في روسيا هي أرفع تمثيل دبلوماسي لدولة شمال مقدونيا لدى روسيا. تقع السفارة في موسكو وهي تهدف لتعزيز المصالح الشمال مقدونية في روسيا.

## وصلات خارجية
- قائمة سفارات شمال مقدونيا
- قائمة السفارات في روسيا